# Greatest Hits (álbum de Whitesnake)
Greatest Hits es un álbum recopilatorio de los éxitos de la banda Whitesnake desde los años 1980. Aparecen sencillos extraídos de los álbumes Slide It In, Whitesnake (conocido también como 1987) y Slip of the Tongue. Además contiene tres canciones inéditas en Estados Unidos.
La compilación llegó al puesto 161 del Billboard 200 y al número 4 del UK Albums Chart. El álbum fue certificado platino en Estados Unidos con más de un millón de copias vendidas en septiembre de 1998, y oro en el Reino Unido.

## Lista de canciones
1. "Still of the Night" (David Coverdale/John Sykes) (de Whitesnake, 1987) - 6:38
2. "Here I Go Again '87 (Radio Mix)" (David Coverdale/Bernie Marsden) (de Whitesnake, 1987) - 3:53
3. "Is This Love" (David Coverdale/John Sykes) (de Whitesnake, 1987) - 4:44
4. "Love Ain't No Stranger" (David Coverdale/Mel Galley) (de Slide It In, 1984) - 4:17
5. "Looking for Love" (David Coverdale/John Sykes) (from 1987 , 1987) - 6:31
6. "Now You're Gone" (David Coverdale/Adrian Vandenberg) (from Slip of the Tongue, 1989) - 4:12
7. "Slide It In" (David Coverdale) (de Slide It In, 1984) - 3:20
8. "Slow an' Easy" (David Coverdale/Micky Moody) (de Slide It In, 1984) - 6:09
9. "Judgement Day" (David Coverdale/Adrian Vandenberg) (de Slip of the Tongue, 1989) - 5:16
10. "You're Gonna Break My Heart Again" (David Coverdale/John Sykes) (de 1987, 1987) - 4:11
11. "The Deeper the Love" (David Coverdale/Adrian Vandenberg) (de Slip of the Tongue, 1989) - 4:22
12. "Crying in the Rain '87" (David Coverdale) (de Whitesnake, 1987) - 5:36
13. "Fool for Your Loving '89" (David Coverdale/Bernie Marsden/Micky Moody) (de Slip of the Tongue, 1989) - 4:11
14. "Sweet Lady Luck" (David Coverdale/Adrian Vanderberg) - 4:34

Las pistas 5 y 10 aparecen en el CD de edición europea 1987. La pista 14 es la cara B del sencillo de 12" "The Deeper The Love/Judgment Day"

## Listas

### Álbum
| Año  | Lista           | Posición más alta |
| ---- | --------------- | ----------------- |
| 1994 | Billboard 200   | 161               |
| 1994 | UK Albums Chart | 4                 |